# Kisii (Volk)
Die Kisii (auch bekannt als AbaGusii, was auch die Eigenbezeichnung ist) ist eine Volksgruppe der Bantuvölker, die die zwei Countys Kisii und Nyamira in Westkenia bewohnen. Zu den Kisii zählen circa 6 Prozent der Bevölkerung Kenias.
Gusii ist die fundierte Bezeichnung für ihr Heimatland und Mogusii ist die kulturelle Identifikation ihres Gründers und Patriarchen.
Die Stadt Kisii – unter der Lokalbevölkerung auch bekannt als Bosongo – befindet sich im Südwesten von Kenia und ist das Zentrum des Gusii-Volkes. Der Name Bosongo wurde während der britischen Kolonialzeit umgeändert, da die Briten eine Kampagne verfolgten, die die englische Sprache bevorzugte und sogar versuchte, lokale Sprachen auszumerzen. Nach Angaben der Volkszählung von 1979 wies der Kisii-Distrikt eine Bevölkerung von 588.000 auf. Die Bevölkerungszahl der AbaGusii stagnierte (ausweislich der letzten kenianischen Volkszählung von 2009) aufgrund von Mischehen mit Angehörigen anderer Volksgruppen bei 2,2 Millionen.

## Herkunft der AbaGusii
Die AbaGusii, ebenso wie die Abaluyia (Luhya), erklären, dass sie aus Misri (Ägypten) stammen. Ihren Vorfahren wird nachgesagt, sie seien etwa 500 vor Christus gezwungenermaßen aus Misiri ausgewandert.

## Trivia
Die Kisii sind eines der wenigen Völker, die noch in jüngerer Zeit den Eingriff der primitiven Trepanation vornahmen. Ein solcher Eingriff wurde zwischen 1957 und 1959 von einer Expedition der Österreicher Max Lersch und Walter Eder dokumentiert.